# Rio Marmarique
Marmarique (em armênio: Մարմարիկի գետ; romaniz.: Marmarik get)[a] é um rio da Armênia da província de Cotaique. Nasce nas montanhas Fambaque e se junta ao rio Razdã perto da aldeia de Jerarrate. Tem 42 quilômetros de comprimento e sua bacia tem 427 quilômetros quadrados de área. Em seu trecho superior é referido como Zanga-Miscana (Զանգա-Միսխանա, Zanga-Mišχana). Nesse ponto, seu fluxo é mais rápido e fluem fontes minerais nas cercanias, incluindo a chamada Hancavã. Transborda na primavera e suas águas são utilizadas na irrigação. Seus tributários são o Gomur e o Salcazor. Uma mina de ferro foi descoberta em seu vale.